# چارچوب جهانی تنوع زیستی کونمینگ-مونترال

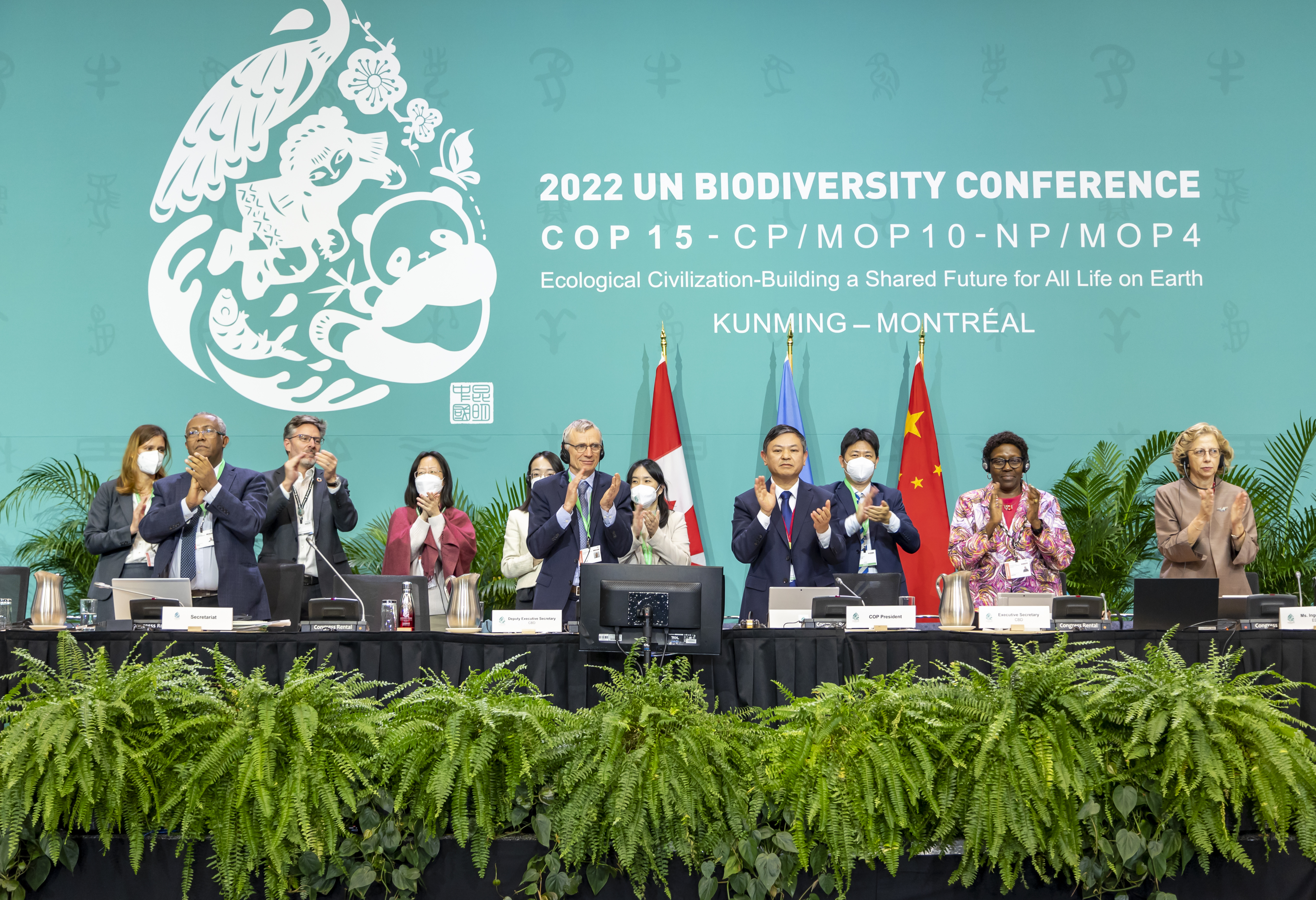
لحظه اعلام تصویب چارچوب جهانی تنوع زیستی کونمینگ-مونترال در ۱۹ دسامبر ۲۰۲۲

چارچوب تنوع زیستی جهانی کونمینگ-مونترال (GBF) نتیجه کنفرانس تنوع زیستی سازمان ملل متحد در سال ۲۰۲۲ است. عنوان آزمایشی آن «چارچوب تنوع زیستی جهانی پس از ۲۰۲۰» بود. GBF در پانزدهمین کنفرانس اعضا کنوانسیون تنوع زیستی (CBD) در ۱۹ دسامبر ۲۰۲۲ تصویب شد. این توافق‌نامه به عنوان «توافق‌نامه پاریس برای طبیعت» تبلیغ شده است. این یکی از معدود توافق‌نامه‌هایی است که تحت نظارت CBD منعقد شده و تا به امروز مهم‌ترین آنهاست. این رویداد به عنوان یک «لحظه عظیم و تاریخی» و «پیروزی بزرگ برای سیاره ما و تمام بشریت» مورد ستایش قرار گرفته است.

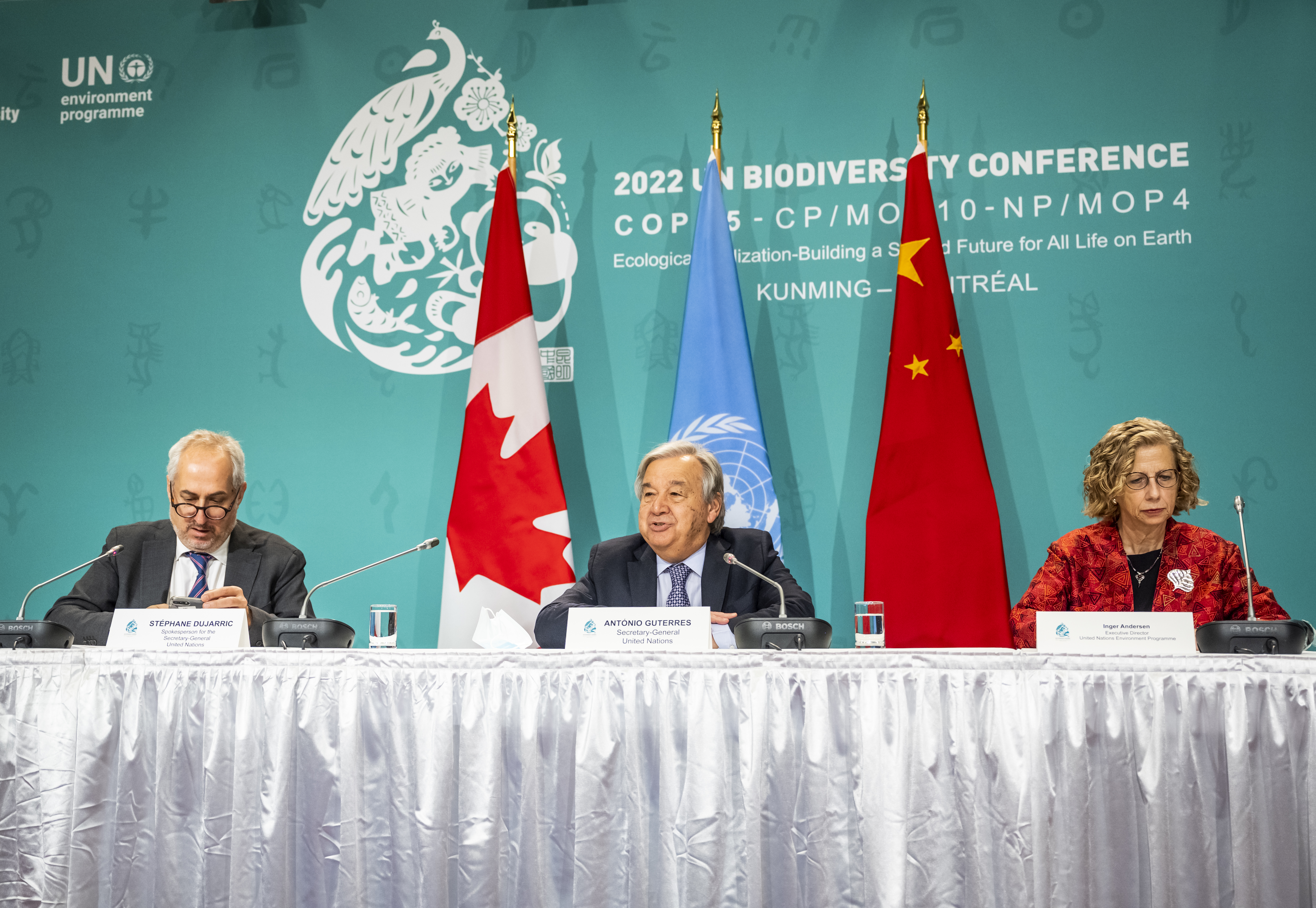
آنتونیو گوترش، دبیرکل سازمان ملل متحد، در حال سخنرانی در کنفرانس تنوع زیستی ۲۰۲۲ در مونترال که منجر به این پیمان شد

این چارچوب از نام دو شهر گرفته شده است: کونمینگ، که قرار بود میزبان COP15 در اکتبر ۲۰۲۰ باشد، اما به دلیل سیاست کووید چین، میزبانی را به تعویق انداخت و متعاقباً از آن صرف نظر کرد، و مونترال، که مقر دبیرخانه کنوانسیون تنوع زیستی است و پس از لغو COP15 توسط کونمینگ، میزبانی آن را بر عهده گرفت.

## پیشینه
فعالیت‌های انسانی در سراسر سیاره زمین باعث ایجاد بحران از بین رفتن تنوع زیستی در سراسر جهان شده است. این پدیده به عنوان انقراض هولوسن شناخته شده است که ششمین رویداد انقراض دسته جمعی در تاریخ زمین است. زوال طبیعت، بقای یک میلیون گونه را تهدید می‌کند و میلیاردها نفر را تحت تأثیر قرار می‌دهد.
با توجه به افزایش آگاهی از بحران تنوع زیستی، فشاری از سوی شهروندان و سرمایه‌گذاران در سراسر جهان برای اقدام جهت رسیدگی به بحران‌های مرتبط با تغییرات اقلیمی و از بین رفتن تنوع زیستی وجود داشت. توافق‌نامه‌های قبلی، از جمله اهداف تنوع زیستی آیچی، تا حد زیادی در دستیابی به اهداف خود برای کاهش تنوع زیستی شکست خورده بودند.
در آستانه تصویب GBF، امید می‌رفت که GBF به عنوان یک توافق‌نامه بلندپروازانه، مبتنی بر علم و جامع برای توافقنامه پاریس - یک توافقنامه بین‌المللی برای تغییرات اقلیمی تحت نظارت کنوانسیون چارچوب سازمان ملل متحد در مورد تغییرات اقلیمی - عمل کند. اجلاس COP15، اجلاسی که در آن GBF تصویب شد، توسط الیزابت ماروما مرما (دبیر اجرایی کنوانسیون تنوع زیستی) به عنوان «لحظه‌ای پاریس برای تنوع زیستی» توصیف شد.

## اهداف و مقاصد
GBF شامل چهار هدف جهانی ("اهداف جهانی کونمینگ-مونترال برای سال ۲۰۵۰") و ۲۳ هدف ("اهداف جهانی کونمینگ-مونترال ۲۰۳۰") است.
چهار هدف عبارتند از:
1. یکپارچگی، تاب‌آوری و ارتباط اکوسیستم‌ها حفظ، تقویت یا بازیابی شود و مساحت اکوسیستم‌های طبیعی تا سال ۲۰۵۰ به‌طور قابل توجهی افزایش یابد، انقراض گونه‌های در معرض خطر ناشی از فعالیت‌های انسانی متوقف شود و تا سال ۲۰۵۰، نرخ انقراض و خطر انقراض همه گونه‌ها ده برابر کاهش یابد و فراوانی گونه‌های وحشی بومی به سطوح سالم و تاب‌آوری افزایش یابد؛ و تنوع ژنتیکی در جمعیت‌های گونه‌های وحشی و اهلی حفظ شود و پتانسیل سازگاری آنها حفظ شود.
2. تنوع زیستی به‌طور پایدار مورد استفاده و مدیریت قرار می‌گیرد و سهم طبیعت در زندگی مردم، از جمله عملکردها و خدمات اکوسیستم، ارج نهاده، حفظ و ارتقا می‌یابد و آن دسته از منابعی که در حال حاضر در حال کاهش هستند، احیا می‌شوند و از دستیابی به توسعه پایدار، به نفع نسل‌های حال و آینده تا سال ۲۰۵۰، حمایت می‌شود.
3. منافع پولی و غیرپولی حاصل از استفاده از منابع ژنتیکی، و اطلاعات توالی دیجیتال منابع ژنتیکی، و دانش سنتی مرتبط با منابع ژنتیکی، در صورت لزوم، به‌طور منصفانه و عادلانه، از جمله در صورت لزوم با مردم بومی و جوامع محلی، به اشتراک گذاشته شود و تا سال ۲۰۵۰ به‌طور قابل توجهی افزایش یابد، ضمن اینکه اطمینان حاصل شود که دانش سنتی مرتبط با منابع ژنتیکی به‌طور مناسب محافظت می‌شود و در نتیجه به حفاظت و استفاده پایدار از تنوع زیستی، مطابق با ابزارهای دسترسی و تقسیم منافع توافق شده بین‌المللی، کمک می‌کند.
4. ابزارهای کافی برای اجرا، از جمله منابع مالی، ظرفیت‌سازی، همکاری فنی و علمی، و دسترسی و انتقال فناوری برای اجرای کامل چارچوب جهانی تنوع زیستی کونمینگ-مونترال، تأمین و به‌طور عادلانه در دسترس همه طرف‌ها، به ویژه کشورهای در حال توسعه، به ویژه کشورهای کمتر توسعه‌یافته و کشورهای جزیره‌ای کوچک در حال توسعه، و همچنین کشورهای با اقتصاد در حال گذار، قرار گیرد، شکاف مالی تنوع زیستی به میزان ۷۰۰ میلیارد دلار در سال به تدریج پر شود و جریان‌های مالی با چارچوب جهانی تنوع زیستی کونمینگ-مونترال و چشم‌انداز ۲۰۵۰ برای تنوع زیستی همسو شوند.

این ۲۳ هدف در سه حوزه طبقه‌بندی شده‌اند:
1. کاهش تهدیدات تنوع زیستی.
2. تأمین نیازهای مردم از طریق استفاده پایدار و تقسیم منافع.
3. ابزارها و راه‌حل‌ها برای پیاده‌سازی و جریان‌سازی.

«هدف ۳» به‌طور خاص به عنوان هدف «۳۰ در ۳۰» شناخته می‌شود. این طرح جایگزین طرح استراتژیک تنوع زیستی ۲۰۱۱–۲۰۲۰ (شامل اهداف تنوع زیستی آیچی) می‌شود. هدف این است که دولت‌ها تا سال ۲۰۳۰، ۳۰٪ از مناطق خشکی و آبی زمین را به عنوان مناطق حفاظت‌شده تعیین کنند به عنوان بخشی از این هدف، کشورها باید یارانه دادن به فعالیت‌هایی که باعث تخریب طبیعت بکر می‌شوند، مانند معدن‌کاوی و ماهیگیری صنعتی را متوقف کنند.
به موازات توسعه این اهداف و مقاصد، مفهوم طبیعت‌گرایی مثبت به عنوان یک هدف اجتماعی جهانی برای طبیعت پدیدار شد که منعکس‌کننده مأموریت و چشم‌انداز GBF است. رویکرد مثبت به طبیعت به هدف توقف و معکوس کردن روند نابودی طبیعت تا سال ۲۰۳۰ و دستیابی به احیای طبیعت تا سال ۲۰۵۰ اشاره دارد، در حالی که چارچوب جهانی تنوع زیستی نیز با هدف توقف و معکوس کردن روند نابودی تنوع زیستی، مسیر احیای طبیعت را آغاز می‌کند. از زمان اجرای GBF، رویکرد مثبت به طبیعت نقشی در جریان‌سازی طبیعت در سراسر کسب‌وکارها و سیستم‌های حاکمیتی برای دستیابی به اهداف این چارچوب ایفا کرده است.